# Lenzing
Lenzing este un mic oraș, de aproximativ 5.000 de locuitori, situat la cca 3 km nord de lacul Attersee în Austria. Se află în zona Salzkammergut din regiunea Austria Superioară (Oberösterreich).